# Augerans
Augerans ist eine französische Gemeinde im  Département Jura in der Region Bourgogne-Franche-Comté. Sie gehört zum Arrondissement Dole und zum Kanton Mont-sous-Vaudrey. 
Die Nachbargemeinden sind Falletans im Norden, Belmont im Osten, Souvans und Bans im Süden sowie La Loye im Westen.

## Weblinks

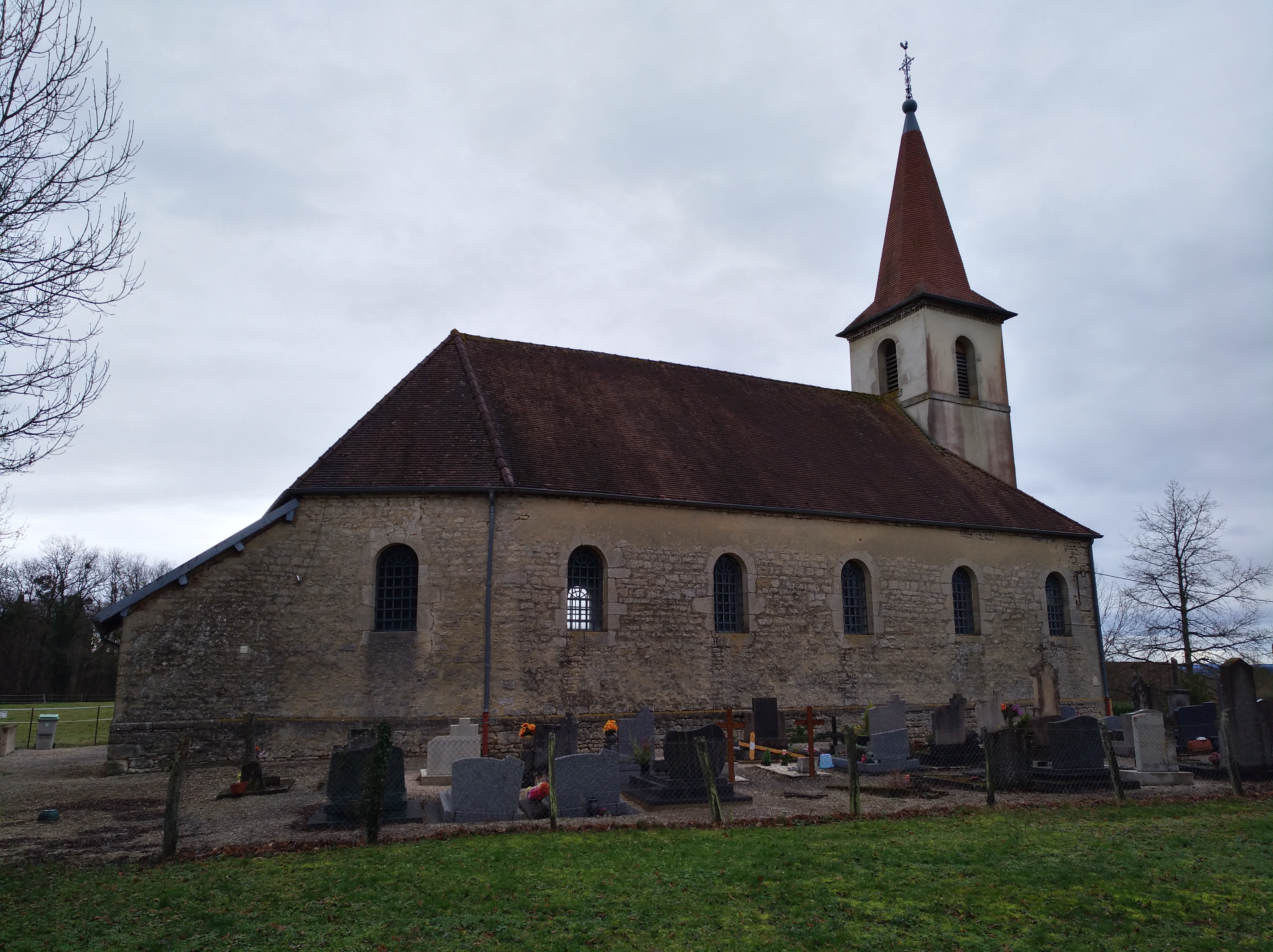
Kirche Saint-Nicet

## Bevölkerungsentwicklung
| Jahr                       | 1962 | 1968 | 1975 | 1982 | 1990 | 1999 | 2006 | 2017 |
| Einwohner                  | 77   | 87   | 98   | 156  | 148  | 137  | 148  | 178  |
| Quellen: Cassini und INSEE |      |      |      |      |      |      |      |      |

## Sehenswürdigkeiten
- Kirche Saint-Nicet
- Schloss aus dem 20. Jahrhundert